# Río Iscuandé
Río Iscuandé är ett vattendrag i Colombia.   Det ligger i departementet Nariño, i den västra delen av landet, 500 km sydväst om huvudstaden Bogotá.